# البطولات الوطنية الأمريكية 1881 (كرة مضرب)
قائمة بالأبطال في 1881 البطولات الوطنية الأمريكية لكرة المضرب (المعروفة الآن باسم أمريكا المفتوحة):

## الكبار

### فردي رجال
ريتشارد سيرز هزم  ويليام غلاين 6-0 6-3 6-2